# Prix mathématique de l'Académie italienne des sciences
Le prix de mathématiques de l'Académie italienne des sciences (ital. Medaglia dei XL per la Matematica) est une distinction mathématique généralement décernée chaque année par l'Accademia Nazionale delle Scienze (Accademia dei XL) sous la forme d'une médaille.

## Histoire
Il existe également une médaille correspondante pour la physique et les sciences naturelles. Décernés par l'Académie au nom du gouvernement italien par décret royal, les deux sont parmi les premiers prix officiels italiens depuis la fondation du royaume d'Italie en 1866. La médaille est décernée à des universitaires italiens en sciences mathématiques et en sciences physiques et naturelles.

## Lauréats
- 1868 : Felice Casorati
- 1875 : Eugenio Beltrami
- 1876 : Emanuele Fergola
- 1878 : Ettore Caporali
- 1879 : Enrico D'Ovidio
- 1880 : Riccardo De Paolis
- 1882 : Alfredo Capelli
- 1883 : Luigi Bianchi
- 1884 : Corrado Segre
- 1887 : Ernesto Cesàro
- 1888 : Vito Volterra
- 1893 : Guido Castelnuovo
- 1894 : Carlo Somigliana
- 1895 : Federigo Enriques
- 1896 : Alfredo Capelli (2e fois)
- 1901 : Gregorio Ricci-Curbastro
- 1903 : Tullio Levi-Civita
- 1904 : Ernesto Pascal
- 1905 : Cesare Arzelà
- 1906 : Francesco Severi
- 1907 : Francesco Lauricella
- 1908 : Guido Fubini
- 1909 : Giuseppe Picciati (de)
- 1911 : Emilio Almansi
- 1912 : Eugenio Elia Levi (de)
- 1913 : Max Abraham
- 1914 : Ernesto Pascal (2e fois)
- 1915 : Pasquale Calapso
- 1916 : Eugenio Torelli
- 1918 : Ugo Amaldi (de)
- 1919 : Giuseppe Armellini
- 1920 : Antonio Signorini
- 1921 : Orazio Tedone (de)
- 1923 : Leonida Tonelli
- 1924 : Umberto Cisotti (de)
- 1925 : Enrico Bompiani
- 1926 : Annibale Comessatti
- 1927 : Giuseppe Vitali
- 1928 : Carlo Rosati
- 1929 : Luigi Fantappiè (de)
- 1930 : Beniamino Segre
- 1931 : Francesco Cantelli
- 1932 : Giulio Krall (de)
- 1933 : Vladimir Bernstein (de)
- 1942 : Giovanni Sansone
- 1956 : Francesco Tricomi
- 1975 : Edoardo Vesentini
- 1977 : Bruno Pini (it)
- 1979 : Claudio Procesi
- 1980 : Giovanni Prodi (de)
- 1982 : Carlo Cercignani
- 1985 : Enrico Arbarello
- 1986 : Gabriele Darbo (it)
- 1987 : Giorgio Talenti
- 1988 : Alberto Tognoli
- 1989 : Mario Miranda
- 1990 : Corrado de Concini
- 1991 : Sergio Spagnolo
- 1992 : Fabrizio Catanese
- 1993 : Giovanni Aquaro
- 1994 : Luigi Salvadori
- 1995 : Marco Biroli
- 1996 : Gianni Dal Maso
- 1997 : Tullio Valenti
- 1998 : Giuseppe Tomassini
- 1999 : Enrico Giusti
- 2000 : Carlo Sbordone
- 2001 : Umberto Mosco
- 2002 : Maurizio Cornalba
- 2003 : Stefano Bianchini
- 2004 : Kieran O’Grady
- 2005 : Umberto Zannier (de)
- 2006 : Graziano Gentili
- 2015 : Luigi Ambrosio
- 2016 : Maria Agostina Vivaldi[2]
- 2017 : Riccardo Salvati Manni
- 2018 : Fabrizio Andreatta (de)[3]
- 2019 : Giovanni Alessandrini[4]
- 2020 : Franco Flandoli[5]
- 2021 : Roberto Longo (en) [6]
- 2022 : Giovanni Forni[7]
- 2023 : Emanuele Macrì[7]
- 2024 : Michela Procesi[8]